# Lazăr Dorin Maior
Lazăr Dorin Maior (n. 4 martie 1960) este un fost deputat român în legislatura 2000-2004, ales în județul Brașov pe listele PRM. Lazăr Dorin Maior a trecut la PSD în mai 2001. În cadrul activității sale parlamentare, Lazăr Dorin Maior a fost membru în grupurile parlamentare de prietenie cu Republica Populară Chineză și Republica Africa de Sud.  

## Controverse
În 1996, în calitate de asociat-administrator al firmei Iazoo Impex SRL Brașov, Maior a luat de la Bancorex un împrumut de 750.000 de dolari, pe care nu i-a restituit. Agenția de Valorificare a Activelor Statului, care a preluat creanțele fostei bănci de stat Bancorex și a obținut o hotărîre judecătorească prin care Maior era obligat să restituie acești bani . Pe 24 ianuarie 2007 Dorin Lazăr Maior a fost trimis în judecată de DNA. Numele său este legat și de eliberarea de certificate de revoluționari  Pe 11 noiembrie 2013, Lazăr Dorin Maior a fost condamnat definitiv la șapte ani de închisoare cu executare de Curtea de Apel Târgu-Mureș. Pe 21 aprilie  2016, Lazăr Dorin Maior a fost extrădat din Dubai pentru executarea pedepsei de 7 ani de închisoare. Pe 2 august 2021 Dorin Lazăr Maior a fost eliberat condiționat. 
Pe 5 iunie 2014 Dorin Lazăr Maior a fost trimis în judecată de Parchetul de pe lângă Curtea de Apel Brașov pentru săvârșirea infracțiunii de evaziune fiscală.
Pe 28 iunie 2016 Dorin Lazăr Maior a fost trimis în judecată de DNA pentru cumpărare de influență și complicitate la cumpărare de influență. În 2023, Dorin Lazăr Maior a fost extrădat din Italia.